# Liste der Papyri des Neuen Testaments

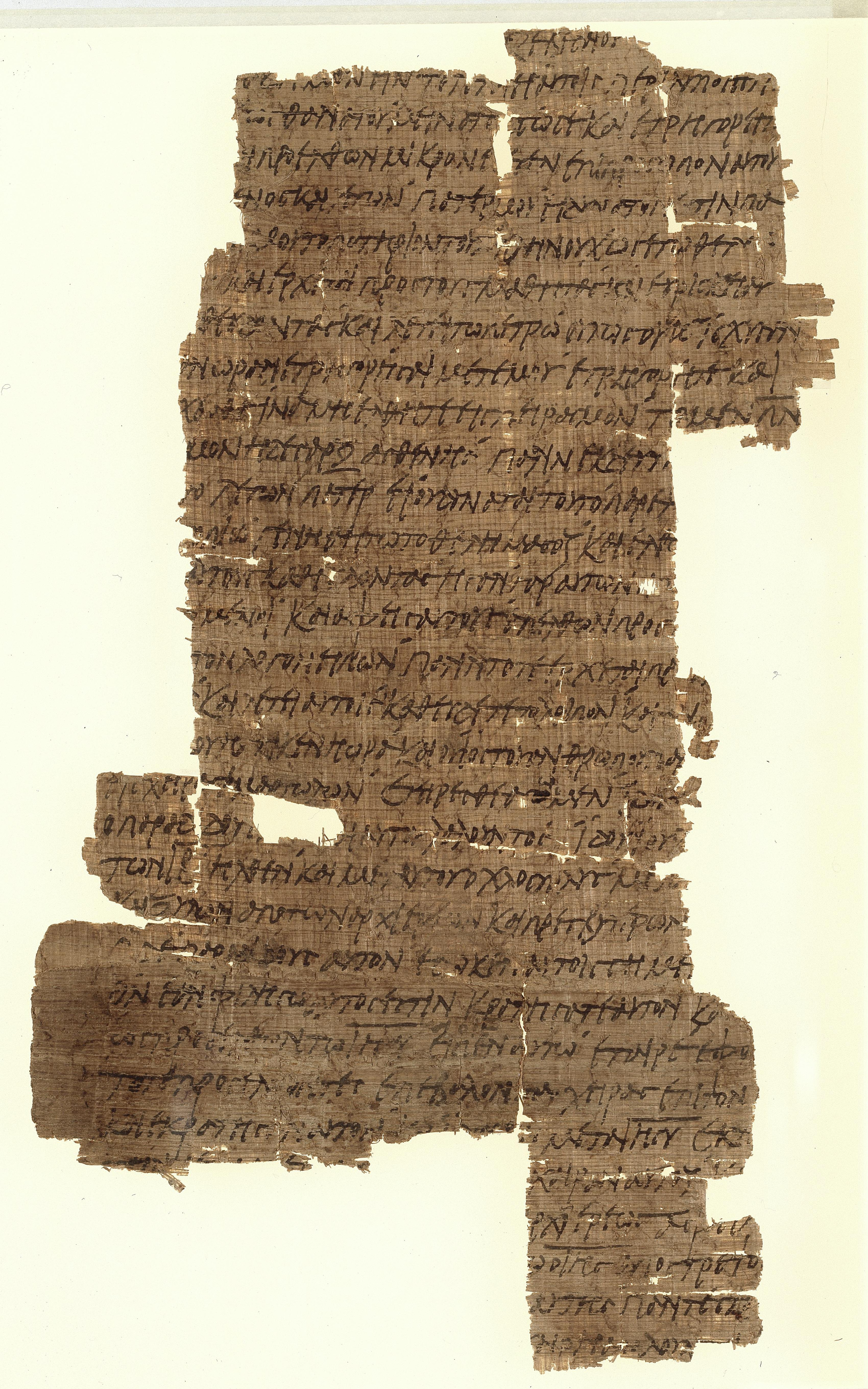
Verso des Papyrus 37

Die neutestamentlichen Papyri sind zumeist frühe und häufig stark zerstörte Handschriften des Neuen Testaments, darunter befinden sich die frühesten bekannten Textzeugen. Die meisten dieser Manuskripte wurden erst im 20. Jahrhundert bekannt und bekamen bald eine besonders wichtige Stellung in der neutestamentlichen Textkritik. Papyrus war in der Antike ein preiswertes und weit verbreitetes Schreibmaterial, das allerdings gegen Feuchtigkeit und Abnutzung empfindlich ist, so dass nur vergleichsweise wenige Bruchstücke erhalten geblieben sind. Die Papyri entstanden größtenteils in der Zeit vom 2. bis ins 7. Jahrhundert. Nach dieser Zeit war Papyrus kaum mehr in Gebrauch. Im Jahre 2012 waren insgesamt 127 Papyri mit griechischen Texten des Neuen Testaments bekannt.
Diese Gruppe der neutestamentlichen Papyri wurde zuerst von Caspar René Gregory eingeführt, der die Papyrustexte mit dem Sigel {\displaystyle {\mathfrak {P}}}{{{1}}} in gebrochener Schrift bezeichnete, gefolgt von einer hochgestellten Nummer. Vor 1900 waren nur 9 Papyri bekannt, davon wurde nur {\displaystyle {\mathfrak {P}}}11 von Constantin von Tischendorf im textkritischen Apparat verwendet. Bei diesen 9 Papyri handelt es sich nur um einzelne Fragmente, mit Ausnahme von {\displaystyle {\mathfrak {P}}}15, welches aus einem einzelnen vollständigen Blatt besteht.
Die Entdeckungen des zwanzigsten Jahrhunderts brachten die ältesten bekannten Handschriften des Neuen Testaments zutage. Kenyon kannte 1912 schon 14 Papyri, Aland et al. zählten 1963 in der ersten Auflage der Kurzgefassten Liste 76 Papyri, 1989 waren 96 Papyri bekannt und 2012 waren es 127.

## Liste der Papyri des Neuen Testaments
- Die P-Nummern (Siglen) in der ersten Spalte entsprechen dem Standardsystem von Gregory-Aland, das noch heute international verwendet wird.
- Alle Jahresangaben in der Spalte „Alter“ sind als ungefähre Datierungen zu verstehen; viele sind auf ganze oder halbe Jahrhunderte gerundet.
- Der Inhalt ist kapitelgenau angegeben, ohne Angaben zu den Versen. Tatsächlich sind viele Papyri nur kleine Fragmente und enthalten keine ganzen Kapitel, sondern nur einzelne Verse oder Teile davon. Zum Beispiel enthält {\displaystyle {\mathfrak {P}}}52 nur Teile von 8 der 40 Verse aus Johannes, Kapitel 18. Das Zeichen † in der Spalte „Inhalt“ zeigt an, dass der Text nicht vollständig ist.
- Die Spalte „Nummer / Signatur“ nennt für die Papyri aus den drei großen Sammlungen der Oxyrhynchus-, der Bodmer- und der Chester-Beatty-Papyri deren Nummer innerhalb der Sammlung sowie (für alle Papyri) die Signatur oder Inventarnummer der jeweiligen aufbewahrenden Institution. {\displaystyle {\mathfrak {P}}}1 zum Beispiel wurde in Oxyrhynchos gefunden und hat die Nummer „P. Oxy. I 2“ innerhalb dieser Sammlung; heute wird es im Museum der Universität von Pennsylvania und der Inventarnummer „E 2746“ aufbewahrt.

_ Manuskripte in beigen Zeilen gehören zu den Oxyrhynchus-Papyri

_ Manuskripte in hellcyanen Zeilen gehören zu den Bodmer-Papyri

_ Manuskripte in hellrosa Zeilen gehören zu den Chester-Beatty-Papyri
| Sigle                                                               | Alter     | Inhalt | Institution                                               | Nummer / Signatur                             | Stadt                     | Land                   |
| ------------------------------------------------------------------- | --------- | --- | --------------------------------------------------------- | --------------------------------------------- | ------------------------- | ---------------------- |
| {\displaystyle {\mathfrak {P}}}1                                    | 250       | Matthäus 1 | University of Pennsylvania                                | P. Oxy. 2; E 2746                             | Philadelphia Pennsylvania | USA                    |
| {\displaystyle {\mathfrak {P}}}2                                    | 550       | Johannes 12 | Archäologisches Nationalmuseum                            | Inv. 7134                                     | Florenz                   | Italien                |
| {\displaystyle {\mathfrak {P}}}3                                    | 600       | Lukas 7; 10 | Österreichische Nationalbibliothek                        | Pap. G. 2323                                  | Wien                      | Österreich             |
| {\displaystyle {\mathfrak {P}}}4                                    | 175–250   | Lukas 1–6 | Bibliothèque nationale de France                          | Suppl. Gr. 1120                               | Paris                     | Frankreich             |
| {\displaystyle {\mathfrak {P}}}5                                    | 3. Jh.    | Johannes 1; 16; 20                                                                                             | British Library                                           | P. Oxy. 208. 1781; Inv. 782. 2484             | London                    | Großbritannien         |
| {\displaystyle {\mathfrak {P}}}6                                    | 4. Jh.    | Johannes 10,11                                                                                                 | Bibliothèque nationale et universitaire                   | Pap. copt. 379. 381. 382. 384                 | Straßburg                 | Frankreich             |
| {\displaystyle {\mathfrak {P}}}7                                    | 300(?)    | Lukas 4 | Wernadskyj-Nationalbibliothek der Ukraine                 | Petrov 553                                    | Kiew                      | Ukraine                |
| {\displaystyle {\mathfrak {P}}}8                                    | 4. Jh.    | Apostelgeschichte 4–6                                                                                          | Staatliche Museen zu Berlin                               | Inv. 8683                                     | Berlin                    | Deutschland            |
| {\displaystyle {\mathfrak {P}}}9                                    | 3. Jh.    | 1. Johannes 4                                                                                                  | Houghton Library, Harvard University                      | P. Oxy. 402; Inv. 3736                        | Cambridge Massachusetts   | USA                    |
| {\displaystyle {\mathfrak {P}}}10                                   | 4. Jh.    | Römer 1 | Houghton Library, Harvard                                 | P. Oxy. 209; Inv. 2218                        | Cambridge Massachusetts   | USA                    |
| {\displaystyle {\mathfrak {P}}}11                                   | 6. Jh.    | 1. Korinther 1–7                                                                                               | Russische Nationalbibliothek                              | Gr. 258A                                      | Sankt Petersburg          | Russland               |
| {\displaystyle {\mathfrak {P}}}12                                   | 3. Jh.    | Hebräer 1 | Morgan Library & Museum                                   | Pap. Gr. 3; P. Amherst 3b                     | New York City             | USA                    |
| {\displaystyle {\mathfrak {P}}}13                                   | 3. Jh.    | Hebräer 2–5; 10–12                                                                                             | British Library Biblioteca Laurenziana                    | P. Oxy. 657; Inv. 1532 v PSI 1292             | London Florenz            | Großbritannien Italien |
| {\displaystyle {\mathfrak {P}}}14                                   | 5. Jh.    | 1. Korinther 1–3                                                                                               | Katharinenkloster                                         | 14                                            | Sinai                     | Ägypten                |
| {\displaystyle {\mathfrak {P}}}15                                   | 3. Jh.    | 1. Korinther 7–8                                                                                               | Ägyptisches Museum                                        | P. Oxy. 1008; JE 47423                        | Kairo                     | Ägypten                |
| {\displaystyle {\mathfrak {P}}}16                                   | 300       | Philipper 3–4                                                                                                  | Ägyptisches Museum                                        | P. Oxy. 1009; JE 47424                        | Kairo                     | Ägypten                |
| {\displaystyle {\mathfrak {P}}}17                                   | 4. Jh.    | Hebräer 9 | Cambridge University                                      | P. Oxy. 1078; Add. 5893                       | Cambridge                 | Großbritannien         |
| {\displaystyle {\mathfrak {P}}}18                                   | 300       | Offenbarung des Johannes 1 †                                                                                   | British Library                                           | P. Oxy. 1079; Inv. 2053v                      | London                    | Großbritannien         |
| {\displaystyle {\mathfrak {P}}}19                                   | 400       | Matthäus 10–11 †                                                                                               | Bodleian Library                                          | P. Oxy. 1170; Gr. bibl. d. 6 (P)              | Oxford                    | Großbritannien         |
| {\displaystyle {\mathfrak {P}}}20                                   | 3. Jh.    | Jakobus 2–3 †                                                                                                  | Princeton University                                      | P. Oxy. 1171; AM 4117                         | Princeton New Jersey      | USA                    |
| {\displaystyle {\mathfrak {P}}}21                                   | 400       | Matthäus 12 †                                                                                                  | Muhlenberg College                                        | P. Oxy. 1227; Theol. Pap. 3                   | Allentown Pennsylvania    | USA                    |
| {\displaystyle {\mathfrak {P}}}22                                   | 3. Jh.    | Johannes 15–16 †                                                                                               | Glasgow University                                        | P. Oxy. 1228; MS 2-X.I                        | Glasgow                   | Großbritannien         |
| {\displaystyle {\mathfrak {P}}}23                                   | 3. Jh.    | Jakobus 1 † | University of Illinois                                    | P. Oxy. 1229; G. P. 1229                      | Urbana (Illinois)         | USA                    |
| {\displaystyle {\mathfrak {P}}}24                                   | 4. Jh.    | Offenbarung 5–6 †                                                                                              | Franklin Trask Library Andover Newton Theological School  | P. Oxy. 1230; OP 1230                         | Newton Massachusetts      | USA                    |
| {\displaystyle {\mathfrak {P}}}25                                   | 4. Jh.    | Matthäus 18–19 †                                                                                               | Staatliche Museen zu Berlin                               | Inv. 16388                                    | Berlin                    | Deutschland            |
| {\displaystyle {\mathfrak {P}}}26                                   | 600       | Römer 1 † | (Joseph S) Bridwell Library Southern Methodist University | P. Oxy. 1354                                  | Dallas                    | USA                    |
| {\displaystyle {\mathfrak {P}}}27                                   | 3. Jh.    | Römer 8–9 † | Cambridge University                                      | P. Oxy. 1355; Add. 7211                       | Cambridge                 | Großbritannien         |
| {\displaystyle {\mathfrak {P}}}28                                   | 3. Jh.    | Johannes 6 †                                                                                                   | Palestine Institute Museum Pacific School of Religion     | P. Oxy. 1596; Pap. 2                          | Berkeley Kalifornien      | USA                    |
| {\displaystyle {\mathfrak {P}}}29                                   | 3. Jh.    | Apostelgeschichte 26 †                                                                                         | Bodleian Library                                          | P. Oxy. 1597; Gr. bibl. g. 4 (P)              | Oxford                    | Großbritannien         |
| {\displaystyle {\mathfrak {P}}}30                                   | 3. Jh.    | 1. Thessalonicher 4–5; 2. Thessalonicher 1                                                                     | Universität Gent                                          | P. Oxy. 1598; Inv. 61                         | Gent                      | Belgien                |
| {\displaystyle {\mathfrak {P}}}31                                   | 7. Jh.    | Römer 12 † | John Rylands University Library                           | P. Ryl. 4; Gr. P. 4                           | Manchester                | Großbritannien         |
| {\displaystyle {\mathfrak {P}}}32                                   | 200       | Titus 1–2 † | John Rylands University Library                           | P. Ryl. 5; G. P. 5                            | Manchester                | Großbritannien         |
| {\displaystyle {\mathfrak {P}}}33={\displaystyle {\mathfrak {P}}}58 | 6. Jh.    | Apostelgeschichte 7 †                                                                                          | Österreichische Nationalbibliothek                        | Pap. G. 17973, 26133, 35831, 39783            | Wien                      | Österreich             |
| {\displaystyle {\mathfrak {P}}}34                                   | 7. Jh.    | 1. Korinther 16; 2. Korinther 5,10–11                                                                          | Österreichische Nationalbibliothek                        | Pap. G. 39784                                 | Wien                      | Österreich             |
| {\displaystyle {\mathfrak {P}}}35                                   | 4. Jh.(?) | Matthäus 25 | Biblioteca Laurenziana                                    | PSI 1                                         | Florenz                   | Italien                |
| {\displaystyle {\mathfrak {P}}}36                                   | 6. Jh.    | Johannes 3 | Biblioteca Laurenziana                                    | PSI 3                                         | Florenz                   | Italien                |
| {\displaystyle {\mathfrak {P}}}37                                   | 300       | Matthäus 26 | University of Michigan                                    | P. Mich. 137; Inv. 1570                       | Ann Arbor Michigan        | USA                    |
| {\displaystyle {\mathfrak {P}}}38                                   | 300       | Apostelgeschichte 18–19                                                                                        | University of Michigan                                    | P. Mich. 138; Inv. 1571                       | Ann Arbor Michigan        | USA                    |
| {\displaystyle {\mathfrak {P}}}39                                   | 3. Jh.    | Johannes 8 | Ambrose Swasey Library                                    | P. Oxy. 1780; Inv. 8864                       | Rochester New York        | USA                    |
| {\displaystyle {\mathfrak {P}}}40                                   | 3. Jh.    | Römer 1–4; 6; 9                                                                                                | Papyrussammlung Ruprecht-Karls-Universität Heidelberg     | P. Bad. 57; Inv. 45                           | Heidelberg                | Deutschland            |
| {\displaystyle {\mathfrak {P}}}41                                   | 8. Jh.    | Apostelgeschichte 17–22                                                                                        | Österreichische Nationalbibliothek                        | Pap. K. 7541–7548                             | Wien                      | Österreich             |
| {\displaystyle {\mathfrak {P}}}42                                   | 700       | Lukas 1–2 | Österreichische Nationalbibliothek                        | Pap. K. 8706                                  | Wien                      | Österreich             |
| {\displaystyle {\mathfrak {P}}}43                                   | 600       | Offenbarung 2,15–16                                                                                            | British Library                                           | Inv. 2241                                     | London                    | Großbritannien         |
| {\displaystyle {\mathfrak {P}}}44                                   | 600       | Johannes 10 | Metropolitan Museum of Art                                | Inv. 14. 1. 527, 1 fol                        | New York City             | USA                    |
| {\displaystyle {\mathfrak {P}}}44b                                  | 600       | Matthäus 17–18; 25; Johannes 9; 12                                                                             | Metropolitan Museum of Art                                | Inv. 14. 1. 527                               | New York City             | USA                    |
| {\displaystyle {\mathfrak {P}}}45                                   | 3. Jh.    | Matthäus 20–21; 25–26; Markus 4–9; 11–12; Lukas 6–7; 9–14; Johannes 4–5; 10–11; Apostelgeschichte 4–17         | Chester Beatty Library Österreichische Nationalbibliothek | P. Chest. B. I Pap. g. 31974                  | Dublin Wien               | Irland Österreich      |
| {\displaystyle {\mathfrak {P}}}46                                   | 200       | Römer 5–6; 8–16; 1. Korinther; 2. Korinther; Galater; Epheser; Philipper; Kolosser; 1. Thessalonicher; Hebräer | Chester Beatty Library University of Michigan             | P. Chest. B. II Inv. 6238                     | Dublin Ann Arbor          | Irland USA             |
| {\displaystyle {\mathfrak {P}}}47                                   | 3. Jh.    | Offenbarung 9–17                                                                                               | Chester Beatty Library                                    | P. Chest. B. III                              | Dublin                    | Irland                 |
| {\displaystyle {\mathfrak {P}}}48                                   | 3. Jh.    | Apostelgeschichte 23                                                                                           | Bibliotheca Laurenziana                                   | PSI 1165                                      | Florenz                   | Italien                |
| {\displaystyle {\mathfrak {P}}}49                                   | 3. Jh.    | Epheser 4–5 | Yale University                                           | P. 415                                        | New Haven                 | USA                    |
| {\displaystyle {\mathfrak {P}}}50                                   | 400       | Apostelgeschichte 8; 10                                                                                        | Yale University                                           | P. 1543                                       | New Haven                 | USA                    |
| {\displaystyle {\mathfrak {P}}}51                                   | 400       | Galater 1 | Ashmolean Museum                                          | P. Oxy. 2157                                  | Oxford                    | Großbritannien         |
| {\displaystyle {\mathfrak {P}}}52                                   | 125       | Johannes 18,31–33.37–38                                                                                        | John Rylands University Library                           | Gr. P. 457                                    | Manchester                | Großbritannien         |
| {\displaystyle {\mathfrak {P}}}53                                   | 3. Jh.    | Matthäus 26; Apostelgeschichte 9–10                                                                            | University of Michigan                                    | Inv. 6652                                     | Ann Arbor Michigan        | USA                    |
| {\displaystyle {\mathfrak {P}}}54                                   | 500       | Jakobus 2–3 | Princeton University                                      | P. Princ. 15; Garrett Depots 7742             | Princeton New Jersey      | USA                    |
| {\displaystyle {\mathfrak {P}}}55                                   | 600       | Johannes 1 | Österreichische Nationalbibliothek                        | Pap. G. 26214                                 | Wien                      | Österreich             |
| {\displaystyle {\mathfrak {P}}}56                                   | 500       | Apostelgeschichte 1                                                                                            | Österreichische Nationalbibliothek                        | Pap. G. 19918                                 | Wien                      | Österreich             |
| {\displaystyle {\mathfrak {P}}}57                                   | 4./5. Jh. | Apostelgeschichte 4–5                                                                                          | Österreichische Nationalbibliothek                        | Pap. G. 26020                                 | Wien                      | Österreich             |
| {\displaystyle {\mathfrak {P}}}58={\displaystyle {\mathfrak {P}}}33 | 6. Jh.    | Apostelgeschichte 15 †                                                                                         | Österreichische Nationalbibliothek                        | Pap. G. 17973, 26133, 35831, 39783            | Wien                      | Österreich             |
| {\displaystyle {\mathfrak {P}}}59                                   | 7. Jh.    | Johannes 1–2; 11–12; 17–18; 21                                                                                 | Morgan Library & Museum                                   | P. Colt 3                                     | New York City             | USA                    |
| {\displaystyle {\mathfrak {P}}}60                                   | 7. Jh.    | Johannes 16–19                                                                                                 | Morgan Library & Museum                                   | P. Colt 4                                     | New York City             | USA                    |
| {\displaystyle {\mathfrak {P}}}61                                   | 700       | Römer 16; 1. Korinther 1,5; Philipper 3; Kolosser 1,4; 1. Thessalonicher 1; Titus 3; Philemon                  | Pierpont Morgan Library                                   | P. Colt 5                                     | New York City             | USA                    |
| {\displaystyle {\mathfrak {P}}}62                                   | 4. Jh.    | Matthäus 11 | Universität Oslo Library                                  | Inv. 1661                                     | Oslo                      | Norwegen               |
| {\displaystyle {\mathfrak {P}}}63                                   | 500       | Johannes 3–4                                                                                                   | Staatliche Museen zu Berlin                               | Inv. 11914                                    | Berlin                    | Deutschland            |
| {\displaystyle {\mathfrak {P}}}64={\displaystyle {\mathfrak {P}}}67 | 200       | Matthäus 3; 5; 26                                                                                              | Magdalen College Fundación Sant Lluc Evangelista          | Gr. 18 Inv. I                                 | Oxford Barcelona          | Großbritannien Spanien |
| {\displaystyle {\mathfrak {P}}}65                                   | 3. Jh.    | 1. Thessalonicher 1–2                                                                                          | Girolamo Vitelli Papyrological Institute                  | PSI 1373                                      | Florenz                   | Italien                |
| {\displaystyle {\mathfrak {P}}}66                                   | 200       | Johannes | Bibliotheca Bodmeriana                                    | Papyrus Bodmer II                             | Cologny, Genf             | Schweiz                |
| {\displaystyle {\mathfrak {P}}}67={\displaystyle {\mathfrak {P}}}64 | 200       | Matthäus 3; 5; 26                                                                                              | Magdalen College Fundación Sant Lluc Evangelista          | Gr. 18 Inv. I                                 | Oxford Barcelona          | Großbritannien Spanien |
| {\displaystyle {\mathfrak {P}}}68                                   | 7. Jh.(?) | 1. Korinther 4–5                                                                                               | Russische Nationalbibliothek                              | Gr. 258B                                      | Sankt Petersburg          | Russland               |
| {\displaystyle {\mathfrak {P}}}69                                   | 3. Jh.    | Lukas 22 | Ashmolean Museum                                          | P. Oxy. 2383                                  | Oxford                    | Großbritannien         |
| {\displaystyle {\mathfrak {P}}}70                                   | 3. Jh.    | Matthäus 2–3; 11–12; 24                                                                                        | Ashmolean Museum Girolamo Vitelli Papyrological Institute | P. Oxy. 2384 CNR 419, 420                     | Oxford Florenz            | Großbritannien Italien |
| {\displaystyle {\mathfrak {P}}}71                                   | 4. Jh.    | Matthäus 19 | Ashmolean Museum                                          | P. Oxy. 2385                                  | Oxford                    | Großbritannien         |
| {\displaystyle {\mathfrak {P}}}72                                   | 300       | 1. Petrus; 2. Petrus; Judas                                                                                    | Bibliotheca Bodmeriana                                    | Papyrus Bodmer VII, VIII                      | Cologny, Genf             | Schweiz                |
| {\displaystyle {\mathfrak {P}}}73                                   | 650       | Matthäus 25–26                                                                                                 | Bibliotheca Bodmeriana                                    | Papyrus Bodmer L                              | Cologny, Genf             | Schweiz                |
| {\displaystyle {\mathfrak {P}}}74                                   | 650       | Apostelgeschichte; Jakobus; 1. Petrus 1–3; 2. Petrus 2–3; 1. Johannes; 2. Johannes; 3. Johannes                | Bibliotheca Bodmeriana                                    | Papyrus Bodmer XVII                           | Cologny, Genf             | Schweiz                |
| {\displaystyle {\mathfrak {P}}}75                                   | 175–225   | Lukas 3–18; 22–24; Johannes 1–15                                                                               | Vatikanische Apostolische Bibliothek                      | Papyrus Bodmer XIV, XV                        | Vatikanstadt              | Vatikanstadt           |
| {\displaystyle {\mathfrak {P}}}76                                   | 550       | Johannes 4 | Österreichische Nationalbibliothek                        | Pap. G. 36102                                 | Wien                      | Österreich             |
| {\displaystyle {\mathfrak {P}}}77                                   | 200       | Matthäus 23 | Ashmolean Museum                                          | P. Oxy. 2683                                  | Oxford                    | Großbritannien         |
| {\displaystyle {\mathfrak {P}}}78                                   | 300       | Judasbrief | Ashmolean Museum                                          | P. Oxy. 2684                                  | Oxford                    | Großbritannien         |
| {\displaystyle {\mathfrak {P}}}79                                   | 650       | Hebräer 10 | Staatliche Museen zu Berlin                               | Inv. 6774                                     | Berlin                    | Deutschland            |
| {\displaystyle {\mathfrak {P}}}80                                   | 250       | Johannes 3 | Fundación Sant Lluc Evangelista                           | Inv. 83                                       | Barcelona                 | Spanien                |
| {\displaystyle {\mathfrak {P}}}81                                   | 4. Jh.    | 1. Petrus 2–3                                                                                                  | Professor Sergio Daris, Universität Triest                | Inv. 20                                       | Triest                    | Italien                |
| {\displaystyle {\mathfrak {P}}}82                                   | 400       | Lukas 7 | Bibliothèque nationale et universitaire, Straßburg        | Gr. 2677                                      | Straßburg                 | Frankreich             |
| {\displaystyle {\mathfrak {P}}}83                                   | 550       | Matthäus 20; 23–24                                                                                             | Katholische Universität Löwen                             | P. A. M. Kh. Mird 16, 29                      | Leuven                    | Belgien                |
| {\displaystyle {\mathfrak {P}}}84                                   | 550       | Markus 2,6; Johannes 5,17                                                                                      | Katholische Universität Löwen                             | P. A. M. Kh. Mird 4, 11                       | Leuven                    | Belgien                |
| {\displaystyle {\mathfrak {P}}}85                                   | 400       | Offenbarung 9–10                                                                                               | Bibliothèque nationale et universitaire                   | Gr. 1028                                      | Straßburg                 | Frankreich             |
| {\displaystyle {\mathfrak {P}}}86                                   | 4. Jh.    | Matthäus 5 | Institut für AltertumskundeUniversität zu Köln            | Theol. 5516                                   | Köln                      | Deutschland            |
| {\displaystyle {\mathfrak {P}}}87                                   | 250       | Philemon | Institut für Altertumskunde Universität Köln              | Theol. 12                                     | Köln                      | Deutschland            |
| {\displaystyle {\mathfrak {P}}}88                                   | 4. Jh.    | Markus 2 | Università Cattolica del Sacro Cuore                      | Inv. 69.24                                    | Mailand                   | Italien                |
| {\displaystyle {\mathfrak {P}}}89                                   | 4. Jh.    | Hebräer 6 | Biblioteca Laurentiana                                    | PL III/292                                    | Florenz                   | Italien                |
| {\displaystyle {\mathfrak {P}}}90                                   | 150       | Johannes 18–19 †                                                                                               | Ashmolean Museum                                          | P. Oxy. 3523; 65 6 B. 32/M (3–5)a             | Oxford                    | Großbritannien         |
| {\displaystyle {\mathfrak {P}}}91                                   | 250       | Apostelgeschichte 2,30–37; 2,46–3,2                                                                            | Universität Mailand Macquarie University                  | P. Mil. Vofl. Inv. 1224 P. Macquarie inv. 360 | Mailand Sydney            | Italien Australien     |
| {\displaystyle {\mathfrak {P}}}92                                   | 300       | Epheser 1; 2. Thessalonicher 1                                                                                 | Ägyptisches Museum                                        | PNarmuthis 69.39a/229a                        | Kairo                     | Ägypten                |
| {\displaystyle {\mathfrak {P}}}93                                   | 450       | Johannes 13 †                                                                                                  | Girolamo Vitelli Papyrological Institute                  | PSI 108                                       | Florenz                   | Italien                |
| {\displaystyle {\mathfrak {P}}}94                                   | 500       | Römer 6 | Ägyptisches Museum                                        | P. Cair. 10730                                | Kairo                     | Ägypten                |
| {\displaystyle {\mathfrak {P}}}95                                   | 250       | Johannes 5 | Bibliotheca Laurentiana                                   | PL II/31                                      | Florenz                   | Italien                |
| {\displaystyle {\mathfrak {P}}}96                                   | 550       | Matthäus 3 | Österreichische Nationalbibliothek                        | Pap. K 7244                                   | Wien                      | Österreich             |
| {\displaystyle {\mathfrak {P}}}97                                   | 600       | Lukas 14 | Chester Beatty Library                                    | p. Chester B. XVII                            | Dublin                    | Irland                 |
| {\displaystyle {\mathfrak {P}}}98                                   | 150(?)    | Offenbarung 1                                                                                                  | Institut Français d’Archéologie Orientale                 | P. IFAO inv. 237b                             | Kairo                     | Ägypten                |
| {\displaystyle {\mathfrak {P}}}99                                   | 400       | Römer, 2. Korinther, Galater, Epheser                                                                          | Chester Beatty Library                                    | P. Chester B. Ac. 1499, fol 11–14             | Dublin                    | Irland                 |
| {\displaystyle {\mathfrak {P}}}100                                  | 300       | Jakobus 3–5 | Ashmolean Museum                                          | P. Oxy. 4449                                  | Oxford                    | Großbritannien         |
| {\displaystyle {\mathfrak {P}}}101                                  | 250       | Matthäus 3–4                                                                                                   | Ashmolean Museum                                          | P. Oxy. 4401                                  | Oxford                    | Großbritannien         |
| {\displaystyle {\mathfrak {P}}}102                                  | 300       | Matthäus 4 | Ashmolean Museum                                          | P. Oxy. 4402                                  | Oxford                    | Großbritannien         |
| {\displaystyle {\mathfrak {P}}}103                                  | 200       | Matthäus 13–14                                                                                                 | Ashmolean Museum                                          | P. Oxy. 4403                                  | Oxford                    | Großbritannien         |
| {\displaystyle {\mathfrak {P}}}104                                  | 150       | Matthäus 21 | Ashmolean Museum                                          | P. Oxy. 4404                                  | Oxford                    | Großbritannien         |
| {\displaystyle {\mathfrak {P}}}105                                  | 500       | Matthäus 27–28                                                                                                 | Ashmolean Museum                                          | P. Oxy. 4406                                  | Oxford                    | Großbritannien         |
| {\displaystyle {\mathfrak {P}}}106                                  | 250       | Johannes 1 | Ashmolean Museum                                          | P. Oxy. 4445                                  | Oxford                    | Großbritannien         |
| {\displaystyle {\mathfrak {P}}}107                                  | 250       | Johannes 17 | Ashmolean Museum                                          | P. Oxy. 4446                                  | Oxford                    | Großbritannien         |
| {\displaystyle {\mathfrak {P}}}108                                  | 250       | Johannes 17–18                                                                                                 | Ashmolean Museum                                          | P. Oxy. 4447                                  | Oxford                    | Großbritannien         |
| {\displaystyle {\mathfrak {P}}}109                                  | 250       | Johannes 21 | Ashmolean Museum                                          | P. Oxy. 4448                                  | Oxford                    | Großbritannien         |
| {\displaystyle {\mathfrak {P}}}110                                  | 300       | Matthäus 10,13–15; 25–27                                                                                       | Ashmolean Museum                                          | P. Oxy. 4494                                  | Oxford                    | Großbritannien         |
| {\displaystyle {\mathfrak {P}}}111                                  | 250       | Lukas 17 | Ashmolean Museum                                          | P. Oxy. 4495                                  | Oxford                    | Großbritannien         |
| {\displaystyle {\mathfrak {P}}}112                                  | 450       | Apostelgeschichte 26–27                                                                                        | Ashmolean Museum                                          | P. Oxy. 4496                                  | Oxford                    | Großbritannien         |
| {\displaystyle {\mathfrak {P}}}113                                  | 250       | Römer 2 | Ashmolean Museum                                          | P. Oxy. 4497                                  | Oxford                    | Großbritannien         |
| {\displaystyle {\mathfrak {P}}}114                                  | 250       | Hebräer 1 | Ashmolean Museum                                          | P. Oxy. 4498                                  | Oxford                    | Großbritannien         |
| {\displaystyle {\mathfrak {P}}}115                                  | 300       | Offenbarung 2–3; 5–6; 8–15                                                                                     | Ashmolean Museum                                          | P. Oxy. 4499                                  | Oxford                    | Großbritannien         |
| {\displaystyle {\mathfrak {P}}}116                                  | 600       | Hebräer 2–3 | Österreichische Nationalbibliothek                        | P. Vindob. G 42417                            | Wien                      | Österreich             |
| {\displaystyle {\mathfrak {P}}}117                                  | 400       | 2. Korinther 7                                                                                                 | State Museum                                              | Inv. 1002                                     | Hamburg                   | Deutschland            |
| {\displaystyle {\mathfrak {P}}}118                                  | 250       | Römer 15–16 | Institut für Altertumskunde Universität Köln              | Inv. 10311                                    | Köln                      | Deutschland            |
| {\displaystyle {\mathfrak {P}}}119                                  | 250       | Johannes 1 | Ashmolean Museum                                          | P. Oxy. 4803                                  | Oxford                    | Großbritannien         |
| {\displaystyle {\mathfrak {P}}}120                                  | 4. Jh.    | Johannes 1 | Ashmolean Museum                                          | P. Oxy. 4804                                  | Oxford                    | Großbritannien         |
| {\displaystyle {\mathfrak {P}}}121                                  | 250       | Johannes 19 | Ashmolean Museum                                          | P. Oxy. 4805                                  | Oxford                    | Großbritannien         |
| {\displaystyle {\mathfrak {P}}}122                                  | 400       | Johannes 21 | Ashmolean Museum                                          | P. Oxy. 4806                                  | Oxford                    | Großbritannien         |
| {\displaystyle {\mathfrak {P}}}123                                  | 4. Jh.    | 1. Korinther 14–15                                                                                             | Ashmolean Museum                                          | Oxyrhynchus-Papyri 4844                       | Oxford                    | Großbritannien         |
| {\displaystyle {\mathfrak {P}}}124                                  | 550       | 2. Korinther 11                                                                                                | Ashmolean Museum                                          | P. Oxy. 4845                                  | Oxford                    | Großbritannien         |
| {\displaystyle {\mathfrak {P}}}125                                  | 300       | 1 Petrus 1,23–2,5; 2,7–12                                                                                      | Ashmolean Museum                                          | P. Oxy. 4934                                  | Oxford                    | Großbritannien         |
| {\displaystyle {\mathfrak {P}}}126                                  | 4. Jh.    | Hebräer 13.12–13; 19–20*                                                                                       | Istituto Papirologico „G. Vitelli“                        | PSI 1497                                      | Florenz                   | Italien                |
| {\displaystyle {\mathfrak {P}}}127                                  | 5. Jh.    | Apostelgeschichte 10,32–35.40–45                                                                               | Ashmolean Museum                                          |                                               | Oxford                    | Großbritannien         |